# US Open 2023 - Doppio femminile in carrozzina
Il doppio femminile in carrozzina del torneo di tennis professionistico US Open 2023, facente parte della categoria Grande Slam, si è giocato dal 6 al 9 settembre 2023 allo USTA Billie Jean King National Tennis Center, a New York negli Stati Uniti.
Diede de Groot e Aniek van Koot avevano vinto le due precedenti edizioni del torneo, ma hanno deciso di non partecipare in coppia. De Groot ha partecipato con la Jiske Griffioen, mentre van Koot ha fatto coppia con Momoko Ohtani, perdendo al primo turno.
Yui Kamiji e Kgothatso Montjane hanno vinto il torneo a seguito del ritiro della due volte campionessa Diede de Groot e della sua compagna Jiske Griffioen.

## Teste di serie
1.    Diede de Groot /  Jiske Griffioen (finale)
  2.    Yui Kamiji /  Kgothatso Montjane (campione)

## Tabellone

### Legenda
| - Q = Qualificato - WC = Wild card - LL = Lucky loser | - ALT = Alternate - SE = Special Exempt - PR = Protected Ranking | - w/o = Walkover - r = Ritirato - d = Squalificato |

|  | Quarti di finale | Quarti di finale                    | Quarti di finale                    | Quarti di finale | Quarti di finale |  |  | Semifinali | Semifinali                          | Semifinali                          | Semifinali                    | Semifinali                    |                               |     | Finale | Finale                         | Finale                         | Finale                         | Finale |  |
|  |                  |                                     |                                     |                  |                  |  |  |            |                                     |                                     |                               |                               |                               |     |        |                                |                                |                                |        |  |
|  | 1                | Diede de Groot Jiske Griffioen      | Diede de Groot Jiske Griffioen      | 6                | 6                |  |  |            |                                     |                                     |                               |                               |                               |     |        |                                |                                |                                |        |  |
|  |                  | Angélica Bernal Lizzy de Greef      | Angélica Bernal Lizzy de Greef      | 3                | 1                |  |  | 1          | Diede de Groot Jiske Griffioen      | Diede de Groot Jiske Griffioen      | 6                             | 6                             |                               |     |        |                                |                                |                                |        |  |
|  |                  | María Florencia Moreno Zhu Zhenzhen | María Florencia Moreno Zhu Zhenzhen | 6                | 6                |  |  |            | María Florencia Moreno Zhu Zhenzhen | María Florencia Moreno Zhu Zhenzhen | 0                             | 1                             |                               |     |        |                                |                                |                                |        |  |
|  |                  | Shiori Funamizu Katharina Krüger    | Shiori Funamizu Katharina Krüger    | 3                | 2                |  |  |            |                                     |                                     |                               |                               |                               |     | 1      | Diede de Groot Jiske Griffioen | Diede de Groot Jiske Griffioen | Diede de Groot Jiske Griffioen |        |  |
|  |                  | Dana Mathewson Manami Tanaka        | 6                                   | 3                | [10]             |  |  |            |                                     | 2                                   | Yui Kamiji Kgothatso Montjane | Yui Kamiji Kgothatso Montjane | Yui Kamiji Kgothatso Montjane | w/o |        |                                |                                |                                |        |  |
|  |                  | Momoko Ohtani Aniek van Koot        | 3                                   | 6                | [7]              |  |  |            | Dana Mathewson Manami Tanaka        | Dana Mathewson Manami Tanaka        | 1                             | 4                             |                               |     |        |                                |                                |                                |        |  |
|  |                  | Pauline Déroulède Lucy Shuker       | Pauline Déroulède Lucy Shuker       | 1                | 3                |  |  | 2          | Yui Kamiji Kgothatso Montjane       | Yui Kamiji Kgothatso Montjane       | 6                             | 6                             |                               |     |        |                                |                                |                                |        |  |
|  | 2                | Yui Kamiji Kgothatso Montjane       | Yui Kamiji Kgothatso Montjane       | 6                | 6                |  |  |            |                                     |                                     |                               |                               |                               |     |        |                                |                                |                                |        |  |